# Hohe Schrecke
Die Hohe Schrecke ist ein je nach Definition (siehe Abschnitt im Finne-Artikel) bis 370,1 m ü. NHN hoher und 30 bis 55 km² großer Höhenzug in den Landkreisen Kyffhäuser und Sömmerda in Thüringen, der auf manchen Karten bis in den Burgenlandkreis (Sachsen-Anhalt) reicht.

## Geographie

### Lage
Die Hohe Schrecke im erweiterten Sinne liegt zwischen Bretleben und Reinsdorf etwa im Norden, Gehofen, Nausitz und Donndorf im Nordosten, Langenroda, Garnbach, Wiehe und Allerstedt im Osten, Lossa im Südosten, Hauteroda, Oberheldrungen und Heldrungen im Westen und Braunsroda im Nordwesten.
Der oberflächennahe geologische Untergrund der Hohen Schrecke wird von den Gesteinen des Buntsandsteins und einer Lössauflage gebildet.
Nordwestlich, nördlich und nordöstlich wird die Hohe Schrecke vom Saale-Zufluss Unstrut umflossen.

### Berge und Erhebungen

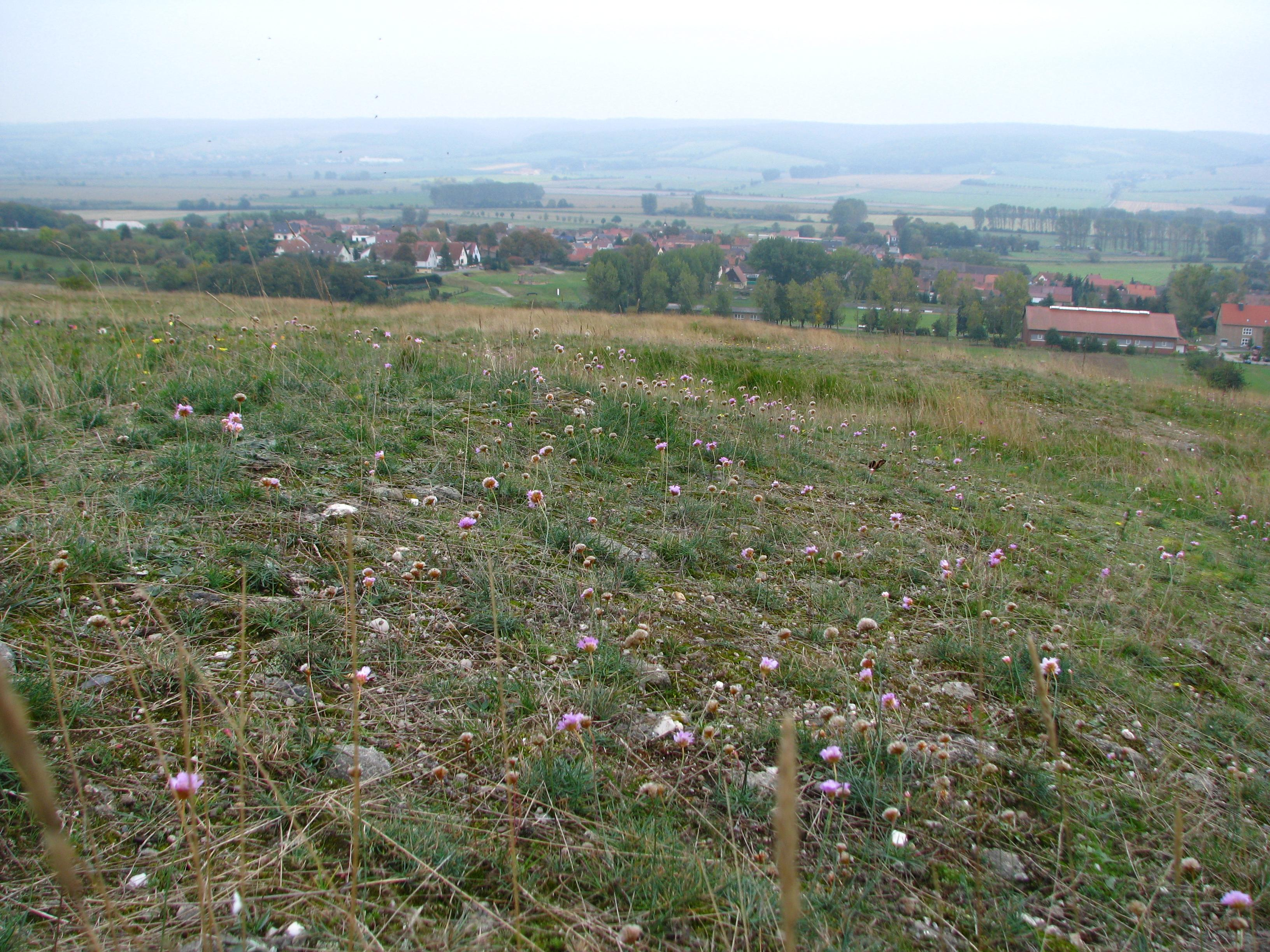
Blick aus Richtung Bottendorf zur Hohen Schrecke

Die höchste Erhebung der Hohen Schrecke im erweiterten Sinne ist der Wetzelshain (370,1 m). Zu ihren Bergen und Erhebungen gehören – sortiert nach Höhe in Metern (m) über Normalhöhennull (NHN; wenn nicht anders genannt laut):
- Wetzelshain (370,1 m), zwischen Hauteroda und Garnbach
- Beerberg (362,7 m), zwischen Hauteroda und Langenroda
- Drei-Lindenberg (357,6 m), bei Garnbach
- Seligenbornsberg (356,0 m), bei Lossa im Übergangsbereich zur Finne in Sachsen-Anhalt
- Erbsland (353,6 m), nahe Ostramondra im Übergangsbereich zur Finne
- Heidenkopf (353,2 m), zwischen Garnbach und Ostramondra
- Buchberg (348,6 m), nahe Langenroda
- Bilsenhügel (341,3 m), zwischen Hauteroda und Donndorf
- Mittelberg (337,2 m),[2] bei Garnbach
- Eichleite (328,6 m), zwischen Hauteroda und Donndorf
- Schulzenberg (319,6 m), zwischen Gehofen und Oberheldrungen
- Heidelberg (267,6 m), bei Braunsroda
- Schlachtberg (237,0 m), bei Gehofen
- Kummerberg (231,3 m), bei Reinsdorf
- Querberg (195,8 m), bei Reinsdorf
- Leidenberg (186,1 m), bei Bretleben

→ für diese und weitere thüringische Berge und Erhebungen der Hohen Schrecke siehe Liste von Bergen und Erhebungen in Thüringen#Hohe Schrecke

## Geschichte
Die Hohe Schrecke gehörte zum Kerngebiet des Thüringer Königreiches und besaß in den Randlagen mächtige Wallburgen und Befestigungen (z. B. die Monraburg). Im Hochmittelalter gehörte das Gebiet zum Machtbereich der Beichlinger Grafen, der Grafen von Wiehe und der Thüringer Landgrafen (Raspenburg). Die das Gebiet durchziehenden Straßen wurden mit weiteren Burgen kontrolliert, zu ihnen zählte die Burg Rabenswalde. Die wirtschaftliche Erschließung und der Landesausbau führte auch im Inneren des Gebirges zur Anlage von Siedlungen und Dörfern, hiervon zeugt die Wüstung Wetzelshain. Über mehrere Jahrhunderte hinweg wurde die Hohe Schrecke von der Werther’schen Forstverwaltung extensiv genutzt und bis zur entschädigungslosen Enteignung 1945 blieb mit 4.900 ha der Hauptteil des Waldes im Besitz der Familie von Werthern-Beichlingen.
In den 1930er Jahren wurde im östlichen Teil der Hohen Schrecke östlich von Lossa eine Munitionsanstalt der deutschen Luftwaffe errichtet. Zur Lagerung der Munition dienten oberirdische, mit einer Erdaufschüttung versehene, Bunker. Diese wurden 1945 von der Roten Armee gesprengt, die Munitionsvorräte vor allem in frühere Kalischächte entsorgt.
Zwischen 1946 und 1948 rodete die sowjetische Besatzungsmacht rund 2.000 der 4.900 ha Wald für einen Truppenübungsplatz, umgeben von militärischem Sperrgebiet. Teilweise ließ man den Wald wieder nachwachsen. Anfang der 1990er Jahre zogen die sowjetischen Truppen ab, die ihren Standort bei Lossa hatten. Die Landesentwicklungsgesellschaft Thüringen erhielt den Auftrag zur Kampfmittelbeseitigung, sowie Raketenschächte und Bunker zu verschließen. 3.000 ha waren 2010 noch nicht sicher beräumt. Danach sollte der Wald verkauft werden. Um 2005 fiel die Entscheidung für das Naturschutzgroßprojekt „Hohe Schrecke – Alter Wald mit Zukunft“ (siehe Abschnitt Schutzgebiete).
Über die Intensität der Forstwirtschaft gibt es zwischen Waldbesitzer und Naturschutz unterschiedliche Ansichten.

## Flora und Fauna

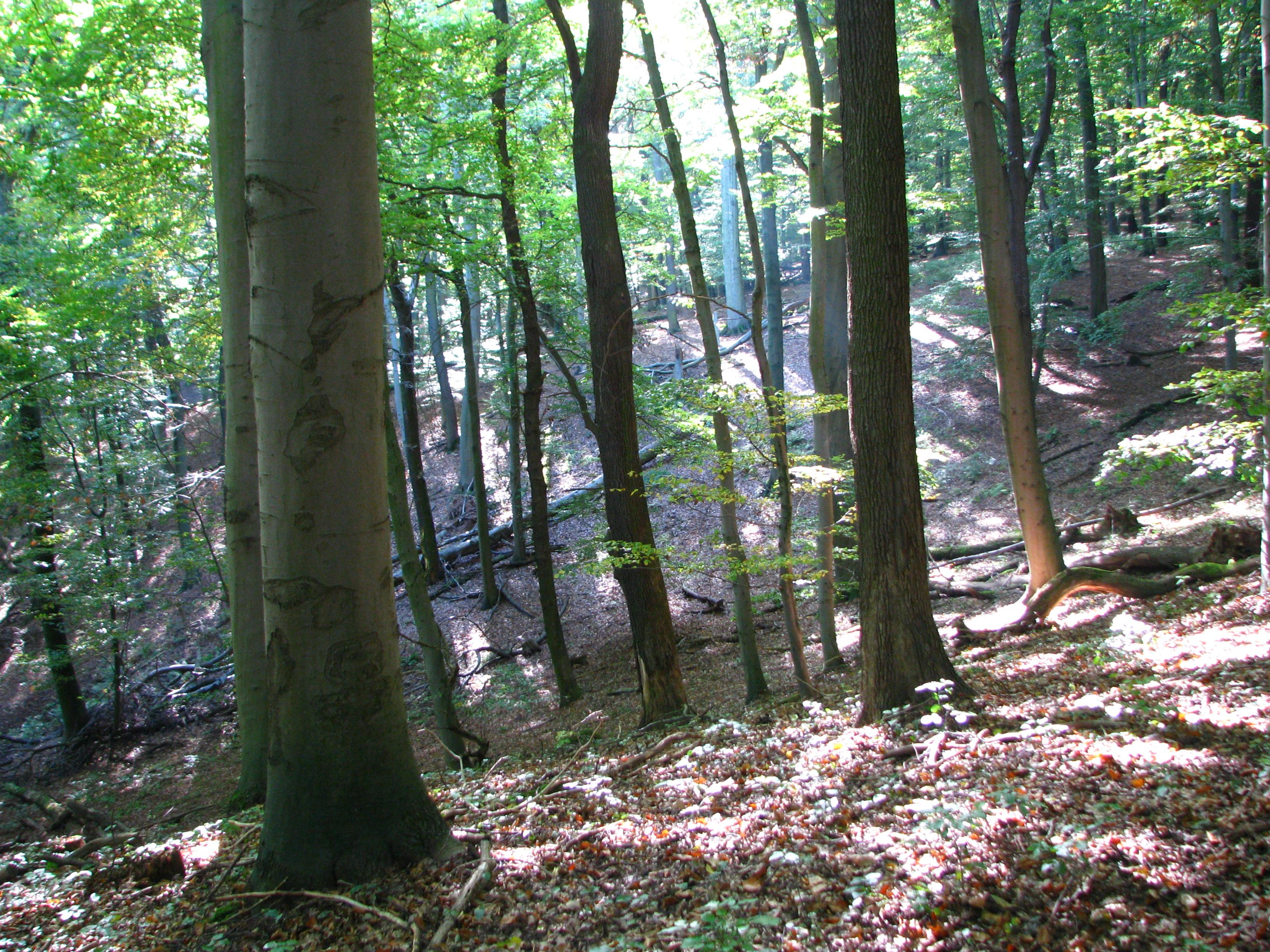
Alter Wald im Nordosten der Hohen Schrecke

Die Landschaft auf der Hohen Schrecke ist durch große geschlossene und nicht zerschnittene Laubwaldbestände, insbesondere durch Buchenwälder, geprägt. Im südöstlichen Teil an der Grenze beider Bundesländer liegen Flächen, die bis zum Abzug der Sowjetarmee als Truppenübungsplatz dienten und hierfür waldfrei gehalten wurden. Die Waldflächen gehen an ihren Rändern meist unmittelbar in die intensiv bewirtschaftete Ackerflur über. Sie sind stellenweise aber auch mit zum Teil großen Streuobstwiesen und Trespen-Halbtrockenrasen verzahnt.
Die Hohe Schrecke bietet vor allem durch ihre Geschlossenheit Lebensraum für Wildkatze, Schwarzstorch und Rothirsch. Hier wachsen auch mehr als 500 verschiedene Arten von Großpilzen.

## Schutzgebiete

### Naturschutzgebiet
Ein Großteil der Hohen Schrecke mit einer Fläche von 4.100 Hektar wurde bereits 1993 durch die Vierte Thüringer Verordnung zur einstweiligen Sicherstellung künftiger Naturschutzgebiete auf militärischen Liegenschaften in den Landkreisen Artern, Sömmerda, Sondershausen und Nordhausen unter vorläufigen Schutz gestellt. Sie diente der Erhaltung und Sicherung eines charakteristischen, insbesondere vom Buntsandstein geprägten Landschaftsausschnittes am Nordost-Rand des Thüringer Beckens mit einer vielgestaltigen biotischen Ausstattung aus naturnahen buchenreichen Laubmischwäldern, ausgedehnten Pionierwäldern, gut ausgebildeten Schluchtwäldern, naturnahen Bachläufen, großflächigen Streuobstwiesen und mesotraphenten Wiesengesellschaften sowie Silikatmagerrasen als Lebensräume für zahlreiche seltene und bedrohte Tier- und Pflanzenarten.
Das Naturschutzgebiet Hohe Schrecke (CDDA-Nr. 329442) mit einer Fläche von 3.437,3 ha wurde durch Verordnung des Thüringer Landesverwaltungsamts am 8. Juli 2004 ausgewiesen.

### FFH- und Vogelschutzgebiet
Das FFH- und EU-Vogelschutzgebiet Hohe Schrecke – Finne mit der Gebietsnummer 4734-320 hat eine Gesamtfläche von 5732 ha und ist ein Buntsandstein-Höhenzug mit Übergängen zum Muschelkalk, mit großflächig unzerschnittenen naturnahen, alt- und totholzreichen Laubmischwäldern, Pionierwaldstadien, noch unbewaldeten Freiflächen (ehem. Truppenübungsplatz) sowie randlichen Offenlandbiotopen.
Geschützt werden die Lebensraumtypen:
- 3150 Natürliche eutrophe Seen mit einer Vegetation vom Typ Magnopotamion oder Hydrocharition
- 3260 Fließgewässer der planaren bis montanen Stufe mit Vegetation des Ranunculion fluitantis
- 4030 Europäische trockene Heiden
- 6210 Trespen-Schwingel-Kalk-Trockenrasen (Festuco-Brometalia, *besondere orchideenreiche Bestände)
- 6240 Subpannonische Steppen-Trockenrasen
- 6510 Extensive Mähwiesen der planaren bis submontanen Stufe (Arrhenatherion, Brachypodio-Centaureion nemoralis)
- 7140 Übergangs- und Schwingrasenmoore
- 7230 Kalkreiche Niedermoore
- 8150 Silikatschutthalden der kollinen bis montanen Stufe
- 8160 Kalkschutthalden der kollinen bis montanen Stufe
- 8210 Natürliche und naturnahe Kalkfelsen und ihre Felsspaltvegetation
- 8220 Silikatfelsen und ihre Felsspaltenvegetation
- 9110 Hainsimsen-Buchenwald (Luzulo-Fagetum)
- 9130 Waldmeister-Buchenwald (Asperulo-Fagetum)
- 9160 Sternmieren-Eichen-Hainbuchenwald (Stellario-Carpinetum)
- 9170 Labkraut-Eichen-Hainbuchenwald (Galio-Carpinetum)
- 9180 Schlucht- und Hangmischwälder (Tilio-Acerion)
- 91E0 Erlen- und Eschenwälder und Weichholzauenwälder an Fließgewässern (Alno-Padion, Alnion incanae, Salicion albae)

Geschützt werden die Anhang-II-Arten: Mopsfledermaus, Bechsteinfledermaus, Großes Mausohr, Kammmolch, Hirschkäfer, Schmale Windelschnecke und Gelber Frauenschuh.
Geschützt werden die Vogelarten: Eisvogel, Uhu, Schwarzstorch, Rohrweihe, Mittelspecht, Schwarzspecht, Zwergschnäpper, Neuntöter, Rotmilan, Wespenbussard und Grauspecht.
Außerdem dient die Hohe Schrecke folgenden Zugvögeln als Rastraum: Baumfalke, Trauerschnäpper, Gelbspötter, Wendehals, Raubwürger, Grauammer, Braunkehlchen, Waldschnepfe und Wiedehopf.

### Naturschutzgroßprojekt

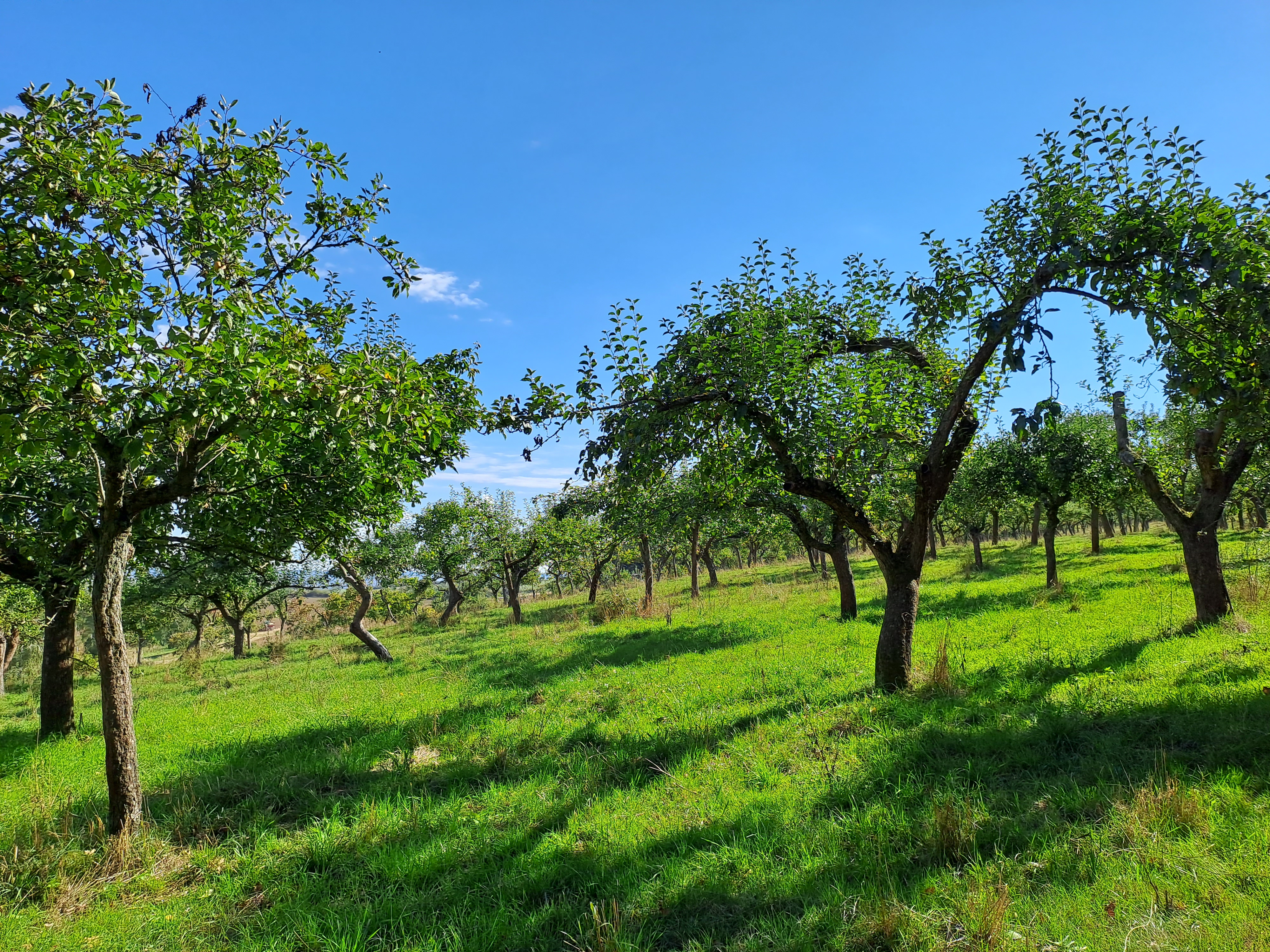
Streuobstwiese, 2022

Das Naturschutzgroßprojekt „Hohe Schrecke – Alter Wald mit Zukunft“ wurde von 2009 bis 2023 gestaltet. Über 2000 ha Laubwald mit bis zu 200 Jahre alten Buchen wurden als Naturwald ausgewiesen. Zum Projekt gehörten auch 870 ha angrenzendes Offenland, darunter Streuobstwiesen am Waldrand, die gepflegt und um Hunderte Obstbäume ergänzt wurden. Von den 12 Millionen Projektkosten hatte die Naturstiftung David ein Zehntel aufzubringen. Das Bundesumweltministerium trug 75 Prozent bei, der Freistaat Thüringen 15 Prozent. Ein wichtiger Geldgeber war außerdem die Zoologische Gesellschaft Frankfurt.